# I'm a People
Albums de George Jones
Country Heart
(1966) It's Country Time Again!
(1966)
I'm a People est un album de l'artiste américain de musique country George Jones. Cet album est sorti en 1966 sur le label Musicor Records.

## Liste des pistes
| No  | Titre                        | Durée |
| --- | ---------------------------- | ----- |
| 1.  | I'm a People                 |       |
| 2.  | Don't Think I Don't Love You |       |
| 3.  | Ship of Love                 |       |
| 4.  | Once a Day                   |       |
| 5.  | If You Believe               |       |
| 6.  | Blindfold of Love            |       |
| 7.  | Four-O-Thirty-Three          |       |
| 8.  | I Don't Love You Anymore     |       |
| 9.  | Lonely Know My Secret        |       |
| 10. | World of Forgotten People    |       |
| 11. | I Woke Up from Dreaming      |       |
| 12. | Old Brush Arbors             |       |

## Positions dans les charts
Album – Billboard (Amérique du nord)
| Année | Chart          | Position           |
| ----- | -------------- | ------------------ |
| 1966  | Albums country | 1[réf. nécessaire] |